# Strophanthus perakensis
Strophanthus perakensis là một loài thực vật có hoa trong họ La bố ma. Loài này được Scort. ex King & Gamble miêu tả khoa học đầu tiên năm 1908.